# Виша јавна тужилаштва Републике Србије
Виша јавна тужилаштва Републике Србије су јавна тужилаштва у Републици Србији и оснивају се за подручја подручје виших судова. Виша јавна тужилаштва могу имати одељење ван свог седишта, као и посебно одељење која се образују за гоњење одређеног кривичног дела. Виша јавна тужилаштва су непосредно више јавно тужилаштво основним јавним тужилаштвима, док су апелациони јавно тужилаштво непосредно више јавно тужилаштво за виша јавна тужилаштва.
Тренутно има 25 виших јавних тужилаштава, без виших јавних тужилаштава за територију Косова и Метохија.

## Надлежности
Виша јавна тужилаштва су надлежна да поступају пред вишим судом и другим судовима и органима на начин прописан законом и прати и усмерава основна јавна тужилаштва са свог подручја с циљем уједначеног поступања.
Стварна надлежност јавног тужилаштва одређује се у складу са одредбама закона које важе за утврђивање стварне надлежности суда, осим ако законом није друкчије одређено. Док се месна надлежност јавног тужилаштва одређује у складу са законом којим се уређују седишта и подручја јавних тужилаштава.